# Daignac
Daignac egy francia település Gironde megyében az Aquitania régióban. Lakosainak száma 470 fő (2022. január 1.).

## Adminisztráció
Polgármesterek:
- 2008–2014 Michel Massias
- 2014–2020 Éric Lacoume

## Demográfia
| Lakosok száma | 411  | 364  | 361  | 465  | 478  | 481  | 476  | 470  | 465  | 470  |
|               | 1968 | 1982 | 1990 | 2006 | 2013 | 2015 | 2017 | 2019 | 2020 | 2022 |

## Látnivalók
- Château de Curton
- Château de Pressac